# De Robaulx
De Robaulx was een Zuid-Nederlandse adellijke familie.

## Geschiedenis
- In 1631 verleende koning Filips IV van Spanje erfelijke adel aan Jean de Robaulx.
- In 1646 bevestigde keizer Ferdinand III "voor zoveel als nodig" de erfelijke adel ten gunste van Jacques de Robaulx, heer van Soumoy.
- In 1678 verkreeg Albert de Robaulx, zoon van de voorgaande, de titel ridder vanwege koning Karel II van Spanje.
- In 1707 bevestigde keizer Jozef I de adellijke status van Jean de Robaulx.

## Genealogie
- François de Robaulx (1712-1781), heer van Hantes, x Marie-Anne de Ville
  - Eugène de Robaulx (1752-1822), x Marie de Robaulx (1767-1791), vrouwe van Soumoy
    - Louis de Robaulx de Soumoy (zie hierna)

  - Alexandre de Robaulx (1756-1798), x Catherine Pouillon
    - Raymond de Robaulx (zie hierna).

## Louis-Maximilien de Robaulx de Soumoy
- Louis Maximilien de Robaulx de Soumoy (Soumoy, 12 juli 1785 - 17 september 1857) was burgemeester van Soumoy. Hij werd in 1826, onder het Verenigd Koninkrijk der Nederlanden, erkend in de erfelijke adel. Hij trouwde met Marie-Jeanne de Lamock (1788-1861) en ze kregen twaalf kinderen. Onder het ancien régime was hij lid van de Staten van het graafschap Namen, onder het Verenigd Koninkrijk der Nederlanden werd hij lid van de Ridderschap van de provincie Namen. In 1830 werd hij plaatsvervangend lid voor het Nationaal Congres en nadien provincieraadslid voor Namen. Het echtpaar kreeg maar een paar nazaten en de laatste naamdraagster overleed in 1959.

## Raymond de Robaulx
- Raymond Narcisse de Robaulx (Fontaine-l'Évêque, 6 maart 1793 - 17 mei 1864) werd in 1826 erfelijke adelserkenning. Hij trouwde in 1818 met Amélie Drion (1762-1832), die al tweemaal weduwe was. Hij trouwde opnieuw in 1832 met Adèle Poschet (1803-1863). Ze hadden zes kinderen, maar die hadden ook maar een paar nazaten. Deze familietak is nog voor 1959 uitgedoofd.

## Alexandre de Robaulx
De onstuimige republikein Alexandre de Robaulx was een familielid, maar behoorde tot een tak die niet geadeld werd.